# Шац, Дэвид
Дэвид Шац (David G. Schatz) — американский учёный. Профессор Йельского университета, член Национальной АН США (2018).

## Биография
Окончил Йельский университет (1980) со степенями бакалавра и магистра по молекулярной биофизике и биохимии, а также как стипендиат Родса получил степень магистра по философии и политике в Оксфордском университете в 1982 году. Степень доктора философии получил в Массачусетском технологическом институте в 1990 году, где также в его Whitehead Institute являся постдоком — у Дейвида Балтимора. В 1991 году поступил в штат Йельского университета ассистент-профессором. С того же года исследователь Медицинского института Говарда Хьюза.
Ныне именной профессор (Waldemar Von Zedtwitz Professor) (с 2016) и заведующий кафедрой иммунобиологии Йельской школы медицины.
Являлся соредактором Immunity (journal) в 2000—2003 годах и затем поныне член его редколлегии. С 1996 года член редколлегии Molecular and Cellular Biology.
Член Американской академии искусств и наук (2014) и Американской ассоциации содействия развитию науки (2016).
Автор более 150 статей, публиковался в частности в журналах Cell, Nature, PNAS.
Награды и отличия
- Snow Prize, Йельский университет (1980), высшая награда выпускнику
- Стипендия Родса (1980)
- National Science Foundation Presidential Faculty Fellows Award (1994)
- AAI-BD Biosciences Investigator Award, Американская ассоциация иммунологов (2004)
- NIH MERIT award[англ.], NIAID (2007)